# SPASER
SPASER(Surface Plasmon Amplification by Stimulated Emission of Radiation")とはレーザーの一種。

## 概要
光のレイリー限界をはるかに下回るサブ波長スケールで光を閉じ込めることを目的としたレーザーの一種。従来のレーザーでは光の回折限界により1マイクロメートルよりも小型化が困難で、ナノメートルサイズに微細化された集積回路では利用できないためフォトニクスの小型化のボトルネックだった。

## 原理
金属ナノ構造の近傍に量子ドットや色素分子などの利得媒質を配置した複合ナノ構造体において表面プラズモンポラリトンと呼ばれる電子振動に光エネルギーの一部を蓄えることによって誘導放出する。
利得媒質は短波長の光を照射したりして励起する。

## 応用例
従来は集積化が困難だったフォトニクスの大幅な小型化、集積化が可能になり、光コンピュータの小型化が期待される。

## 特許
- アメリカ合衆国特許第 7,569,188号 Surface plasmon amplification by stimulated emission of radiation (spaser)